# Heteropoda sumatrana
Heteropoda sumatrana este o specie de păianjeni din genul Heteropoda, familia Sparassidae, descrisă de Thorell, 1890.

## Subspecii
Această specie cuprinde următoarele subspecii:
- H. s. javacola
- H. s. montana